# Thymus teucrioides
Thymus teucrioides là một loài thực vật có hoa trong họ Hoa môi. Loài này được Boiss. & Spruner miêu tả khoa học đầu tiên năm 1844.